# آلدانک
آلدانک (به لاتین: Aaldonk) یک سکونتگاه مسکونی در هلند است که در لیمبورگ واقع شده‌است.